# 戈洛布斯犹太电影院
戈洛布斯犹太电影院位于黑龙江省哈尔滨市道里区中央大街117-121号（与西五道街交汇处东南角），2013年被列为第七批全国重点文物保护单位。。
戈洛布斯犹太电影院开设于1919年1月20日，文艺复兴建筑风格，仿块石砌筑，建筑轮廓优美，装饰繁复精美。1935年，捷克商人古鲁金在此开设巴甲皮鞋店。1949年以后，改为市物资贸易公司。目前出租为餐厅。